# ᵂ
Cette page contient des caractères spéciaux ou non latins. S’ils s’affichent mal (▯, ?, etc.), consultez la page d’aide Unicode.
ᵂ, appelée w majuscule en exposant, w majuscule supérieur ou lettre modificative majuscule w, est un symbole phonétique utilisé dans l’alphabet phonétique ouralien tel qu’utilisé par Lagercrantz Il est formé de la lettre majuscule latine W ‹ W › mise en exposant.

## Représentations informatiques
La lettre modificative majuscule w peut être représentée avec les caractères Unicode suivants (Extensions phonétiques) :
| formes       | représentations | chaînes de caractères | points de code | descriptions                    |
| ------------ | --------------- | --------------------- | -------------- | ------------------------------- |
| modificative | ᵂ               | ᵂ                     | U+1D42         | lettre modificative majuscule w |